# Josh Saunders
Josh Saunders est un joueur de soccer américain, international portoricain, né le 2 mars 1981 à Grants Pass en Oregon. Il évolue au poste de gardien de but.

## Carrière
Josh Saunders étudie en Californie où il se fait remarquer comme l'un des meilleurs gardiens de but du pays mais n'est drafté qu'au 4e tour en 2003 par San José. Afin de s'aguerrir, il est prêté en Première division de United Soccer Leagues (D2 nord-américaine) aux Portland Timbers. Finalement, il rejoint le Los Angeles Galaxy où il devient le troisième gardien. Après un second tour en D2 aux Puerto Rico Islanders puis au Miami FC avant d'avoir sa chance en MLS à Los Angeles.
Il s'impose comme gardien titulaire du Galaxy lors de la saison 2011 devant Donovan Ricketts, le meilleur gardien de MLS en 2010.
Le 10 juillet 2014, il signe en faveur de New York City. Il participa au camp d'entraînement de pré-saison avec les joueurs de Manchester City, club affilié à New York City, avant de rejoindre San Antonio Scorpions pour un prêt se terminant à la fin de l'année 2014.

### International
Alors qu'il joue dans l'île, Saunders rejoint la sélection de Porto Rico en 2008 comme doublure de Terry Boss.